# Multioppia australis
Multioppia australis är en kvalsterart som beskrevs av Hammer 1962. Multioppia australis ingår i släktet Multioppia och familjen Oppiidae. Inga underarter finns listade i Catalogue of Life.